# Ara de Bacauda
El Ara de Bacauda es una inscripción religiosa de época romana reutilizada en el siglo VII durante la Hispania visigoda y que fue encontrada en la ciudad de Cabra, Andalucía, España. Su denominación proviene de una inscripción en la que el obispo Bacauda consagra una basílica rural a Santa María el 31 de mayo del año 660, lo que demuestra que Egabro (Cabra) fue una de las sedes episcopales visigodas. Además, el obispo Bacauda asistió unos años antes al VIII Concilio de Toledo (653). El Ara de Bacauda fue inscrita como Bien de Interés Cultural el 29 de junio de 2021.

## Recuperación
Su hallazgo de produjo de manera casual en el término municipal de Cabra, en una zona denominada El Campillo, en el año 1550. Desde entonces, fue reutilizada como pila bautismal en la iglesia de San Bautista del Cerro, en la misma localidad. La inscripción se encuentra documentada en la Crónica general de España (1586) de Ambrosio de Morales y también en el siglo XVII en la obra de Juan de Vega Murillo y Aguilar, quien declara que apareció en un edificio en ruinas «pequeño para iglesia y grande para ermita», que además disponía de un loculus para reliquias.
En verano de 2019 saltó una polémica debido a que el Ara había sido inscrustada en el suelo de la iglesia de San Juan Bautista del Cerro para servir de altar. Con objeto de conocer los daños sufridos, la Junta de Andalucía trasladó la pieza al Museo Arqueológico de Cabra, donde se mantuvo desde el 22 de agosto al 11 de septiembre de ese año. Los resultados vieron que los daños se habían producido hacía más de dos décadas y que se procedería a su restauración.
El proyecto de recuperación, aprobado en junio de 2021, constará de tres fases: en una primera fase se llevará a cabo una limpieza superficial por medios mecánicos en seco, en segunda fase se consolidará con silicato de etilo y se reintegrarán los dos fragmentos en los que se encuentra dividida la pieza, y en una última fase se emplazará definitivamente en el altar de la iglesia de San Juan Bautista del Cerro.

## Inscripciones
El epígrafe original romano está borrado, mientras que las inscripciones visigodas ocupan actualmente las cuatro caras del Ara. Este tipo de reutilización de aras romanas se encuentra documentado en la Bética y especialmente en la zona centro occidental, de ahí la relevancia de su hallazgo. Se encuentra realizado en piedra caliza, con unas dimensiones de 1,33x0,43x0,30 metros. En la actualidad se pueden observar las siguientes inscripciones.

Cara A: Ara sca Dni. Este es un altar santo del Señor
Cara B: (fun)dauit e(am) A(l)tissimus (per Eulaliam) (et fili)um eius (Paulu)m monacu. fundado por el altísimo, por la devoción de Eulalia y de su hijo el monje Paulo.
Cara C: + dedicauit hanc arde dms Bacauda epscops. Fue dedicada por el obispo Bacauda

Cara D: + consecrata e. baselica haec scae Mariae II Kl. Iunias e. CLXVIII. y consagrada esta iglesia de Santa María el 30 de mayo de 660.